# SummerSlam (2023)
SummerSlam 2023 fue un evento de pago por visión de lucha libre profesional y de WWE Network producido por WWE para sus divisiones de marca Raw y SmackDown que tuvo lugar el 5 de agosto de 2023 en el Ford Field en Detroit, Míchigan. Fue el trigésimo sexto evento bajo la cronología de SummerSlam y el primero en celebrarse en Míchigan desde el evento de 1993.

## Producción

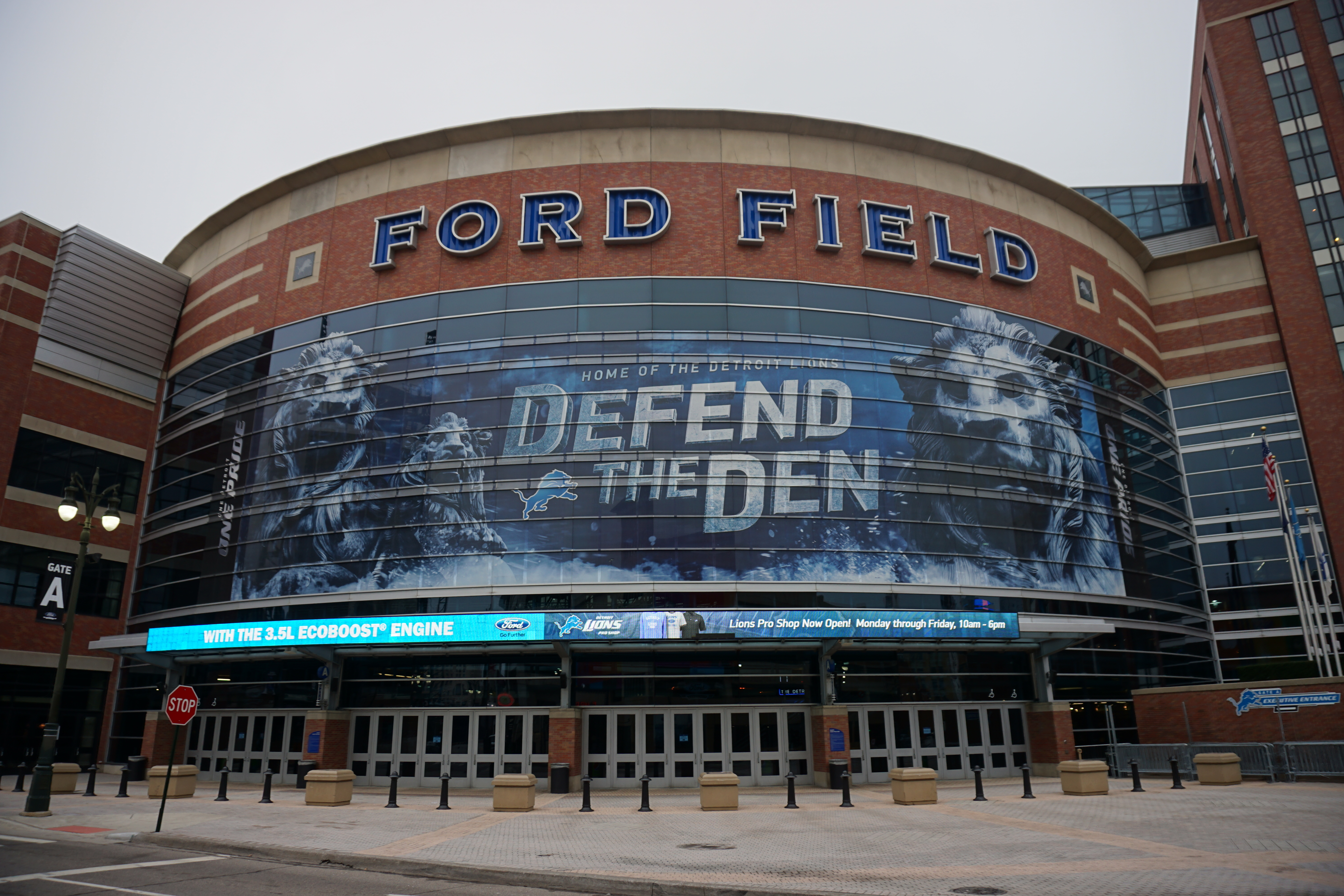
El evento se llevó a cabo en el Ford Field en Detroit, Míchigan

SummerSlam es un evento anual de lucha libre profesional celebrado tradicionalmente en agosto por la WWE desde 1988. Apodado "La fiesta más caliente del verano", es uno de los cinco eventos más importantes del año de la promoción, junto con WrestleMania, Royal Rumble, Survivor Series y Money in the Bank, conocidos como los "Cinco Grandes". De los cinco, se considera el segundo mayor evento del año de la WWE, por detrás de WrestleMania. Anunciado el 7 de febrero de 2023, la 36ª edición de SummerSlam fue programada para celebrarse el sábado 5 de agosto de 2023 en el Ford Field de Detroit, Míchigan, devolviendo SummerSlam a su tradicional hueco de agosto después de que el año anterior se celebrara en julio. También fue el primer evento de WWE que se celebró en el Ford Field desde WrestleMania 23 en abril de 2007. El evento contó con luchadores de las divisiones de marca Raw y SmackDown, y además se emitió en pago por evento en todo el mundo y en los servicios de livestreaming Peacock en Estados Unidos y en WWE Network en la mayoría de mercados internacionales, también fue el primer SummerSlam retransmitido en Binge en Australia después de que la versión australiana de WWE Network se fusionara con el canal Binge de Foxtel en enero. Las entradas salieron a la venta el 14 de abril. La preventa se abrió el día anterior y se vendieron entre 25.000 y 30.000 entradas.
Desde enero de 2023 se especulaba con la posibilidad de que la WWE se pusiera a la venta. Horas antes de que la noche 2 de WrestleMania 39 comenzó, CNBC informó a través de múltiples fuentes que un acuerdo entre la WWE y Endeavor, la empresa matriz de Ultimate Fighting Championship (UFC) a través de Zuffa, era inminente. El acuerdo supondría la fusión de la WWE y la UFC en una nueva empresa que cotizaría en bolsa y en la que Endeavor tendría una participación del 51%. La venta se confirmó al día siguiente, el 3 de abril de 2023, y la fusión finalizará en la segunda mitad del año. La edición de 2023 de SummerSlam será el último evento en el que la WWE fue propiedad y estuvo controlada por la familia McMahon.

## Antecedentes
En el Raw posterior a WrestleMania 39, realizado el 3 de abril, Brock Lesnar atacó y traicionó a Cody Rhodes antes de que ambos se dispusieran a participar en un combate por equipos contra Roman Reigns y Solo Sikoa. Esto dio lugar a un combate en Backlash, el cual fue ganado Rhodes. En Night of Champions se produjo la revancha, donde se impuso Lesnar tras hacer que Rhodes se desmayara cuando le aplicaba una «Kimura Lock». En el siguiente episodio de Raw, con ellos empatados a 1, y considerando que Rhodes no se dio por vencido, éste le lanzó un desafío abierto a Lesnar para cualquier momento y lugar. Lesnar regresó en el episodio del 3 de julio, donde se encaró y peleó con Rhodes. La semana siguiente, Rhodes retó a Lesnar a un tercer combate en SummerSlam. Después de atacar a Rhodes en el siguiente episodio, Lesnar aceptó el reto.
En Money in the Bank, Seth «Freakin» Rollins defendió con éxito el Campeonato Mundial de Peso Pesado contra Finn Bálor después de que el compañero de Bálor en The Judgment Day, Damian Priest, que había ganado el combate de escaleras masculino de Money in the Bank esa misma noche, le distrajera accidentalmente. En el siguiente episodio de Raw, en un combate entre Rollins y «Dirty» Dominik Mysterio de Judgment Day, Priest interfirió, y Rollins ganó el combate por descalificación. Después, Priest intentó cobrar su contrato Money in the Bank, pero Bálor apareció y atacó a Rollins, costándole a Priest su oportunidad, lo que provocó cierto desacuerdo entre Bálor y Priest. La semana siguiente, las discusiones entre Bálor y Priest continuaron, pero más tarde, ambos acordaron que Bálor debía recibir un combate por el título primero. Más tarde ese episodio, Judgment Day derrotó al equipo de Rollins en un combate por equipos de seis hombres. En el episodio del 17 de julio, Bálor retó a Rollins a una revancha por el campeonato, pero Rollins declinó, afirmando que podían resolver sus diferencias esa noche sin el título, ya que sus problemas no tenían que ver con el campeonato. Cuando Bálor estaba a punto de irse, atacó ferozmente a Rollins. Más tarde, se programó un combate entre ambos por el Campeonato Mundial de Peso Pesado para SummerSlam.
En Night of Champions, Asuka derrotó a Bianca Belair para ganar el Campeonato Femenino de Raw. En el episodio del 9 de junio de SmackDown, para resolver el problema de que el título estuviera en SmackDown como resultado del Draft 2023 de WWE, Asuka recibió un nuevo cinturón de campeona y el título volvió a su nombre original de Campeonato Femenino de WWE. Antes de la presentación, el oficial de WWE Adam Pearce pidió a Belair que no interrumpiera, afirmando que estaba en línea para una revancha. Sin embargo, Charlotte Flair, en su primera aparición desde la noche 1 de WrestleMania 39, interrumpió y retó a Asuka por el título. Asuka aceptó, para consternación de Belair. El combate por el título estaba programado para el episodio del 30 de junio. Belair vio como una fan desde ringside donde Flair la golpeó accidentalmente. Esto enfureció a Belair, quien atacó a Asuka, terminando el combate en una victoria por descalificación para Asuka. Después, Belair dejó fuera de combate a Asuka y Flair. En el siguiente episodio, se produjo una pelea entre las tres, en la que también participaron Damage CTRL (Bayley y la ganadora del Money in the Bank femenino Iyo Sky), con un intento fallido de canjeo por parte de Sky. Un combate por el título entre Asuka y Belair fue programado para el episodio del 14 de julio. Antes del combate, Belair y Flair acordaron que si Belair ganaba, defendería el título contra Flair en SummerSlam. Sin embargo, durante el combate, Flair golpeó accidentalmente a Belair después de que Damage CTRL intentara interferir una vez más. Como resultado de las acciones de Flair, Belair ganó el combate por descalificación, pero no el título. El 21 de julio, un combate de triple amenaza entre Asuka, Belair y Flair por el Campeonato Femenino de WWE fue programado para SummerSlam.
En Night of Champions, durante el combate de The Bloodline (Roman Reigns & Solo Sikoa) por el 
Campeonato Indiscutido en Parejas de WWE, The Usos (Jey & Jimmy Uso) interfirió y golpeó involuntariamente a Sikoa. Reigns empujó a los gemelos y Jimmy atacó a Reigns, abandonando The Bloodline, lo que le costó el campeonato a Reigns y Sikoa. Jey también abandonaría The Bloodline en el episodio del 16 de junio de SmackDown, donde atacó a Reigns y Sikoa, optando por estar al lado de su hermano Jimmy. Esto llevó a una lucha por equipos «Bloodline Civil War» en Money in the Bank, donde The Usos derrotaron a Reigns y Sikoa con Jey pineando a Reigns, en la que fue la primera vez que Reigns recibía lkaa cuenta de tres desde TLC: Tables, Ladders & Chairs en diciembre de 2019. En el siguiente SmackDown, se celebró un juicio para Reigns. Reigns fingió no querer seguir siendo el Jefe Tribal y aplicó un golpe bajo a Jey. Jimmy atacó a Reigns hasta que Sikoa lo arrojó lejos, lo que resultó en que Jimmy fuera llevado a un hospital. Más tarde esa noche, Jey atacó a Reigns y Sikoa con una silla de acero antes de retar a Reigns por el Campeonato Universal Indiscutible de WWE. La semana siguiente, Jey habló sobre la relación de su familia entre sí antes de ser interrumpido por Sikoa y el consejero especial de Reigns, Paul Heyman, quien dijo que Reigns se reuniría con Jey la semana siguiente para discutir las reglas del combate. Allí, se decidió que Reigns defendería el Campeonato Universal Indiscutible de WWE contra Jey en un combate todo vale llamado «Combate Tribal», donde, además del campeonato, el ganador sería reconocido como el Jefe Tribal de la familia Anoa'i. Esto se remonta a los primeros días del reinado del Campeonato Universal de Reigns, donde derrotó a Jey en un Hell in a Cell «I Quit» match en octubre de 2020, y obligó a Jey a reconocerlo como la «Cabeza de la Mesa».
En el Royal Rumble de enero, Logan Paul y Ricochet participaron en el combate masculino del Royal Rumble. Durante el combate, ambos protagonizaron un momento álgido en el que se lanzaron simultáneamente desde lados opuestos del ring y chocaron en el aire, lo que se hizo viral en las redes sociales. Después de varios meses, los problemas entre ellos se reanudaron después de que Paul fuera añadido al combate de escaleras Money in the Bank masculino sin clasificarse como el resto de participantes, incluido Ricochet. Durante el combate, los dos llegaron a las manos de nuevo, donde Ricochet realizó un springboard Spanish fly sobre Paul a través de dos mesas fuera del ring, eliminando a ambos para el resto del combate. Más tarde en backstage, Paul atacó a Ricochet por costarle una oportunidad por el título. Ricochet invitó a Paul a encontrarse cara a cara en el episodio del 10 de julio de Raw, donde retó a Paul a un combate, pero Paul se negó. Paul aceptó una vez más la invitación de Ricochet para reunirse con él en el episodio del 24 de julio, donde Paul atacó a Ricochet por la espalda y luego aceptó su reto a un combate en SummerSlam.
En la noche 2 de WrestleMania 39, Gunther defendió con éxito el Campeonato Intercontinental en un combate de triple amenaza, en el que también participó Drew McIntyre, que fue vencido. Después de esto, McIntyre se retiró durante los siguientes tres meses. Después de que Gunther defendiera con éxito su campeonato en Money in the Bank, McIntyre hizo un regreso sorpresa y atacó a Gunther, dejando claras sus intenciones de que quería el título. McIntyre continuó peleando con Imperium (Gunther, Ludwig Kaiser y Giovanni Vinci) durante las próximas semanas, incluida la derrota de Kaiser y Vinci en una lucha por equipos en el episodio del 10 de julio de Raw. En el siguiente episodio tras el combate de Gunther, éste llamó a McIntyre, estando previsto un cara a cara entre ambos para el siguiente episodio. Allí, McIntyre retó a Gunther a un combate por su campeonato esa noche, sin embargo, Gunther declinó, pero dijo que lo defendería contra McIntyre en SummerSlam, lo cual se hizo oficial.
En Money in the Bank, Ronda Rousey y Shayna Baszler perdieron el Campeonato Femenino en Parejas de WWE ante Liv Morgan y Raquel Rodríguez, después que Baszler atacara a Rousey. En el siguiente episodio de Raw, Rousey encaró a Baszler y le dijo que era ella la responsable de traerla a WWE, y que, aunque ella tuvo que abrirse camino en la empresa comenzando en NXT, Rousey se saltó el proceso teniendo su debut en WrestleMania 34. Baszler agregó que ella era quien finalmente podía callarla, y luego se atacaron. En el siguiente episodio, una vez más pelearon y en el episodio del 17 de julio, Baszler desafió a Rousey a subir al ring, sin embargo, ella se negó y dijo que se enfrentarían en SummerSlam. En el episodio del 24 de julio, acordaron "luchar" (en palabras de Baszler) en el evento. El 27 de julio, el combate fue confirmado oficialmente.

## Resultados
- Logan Paul derrotó a Ricochet (18:00).[36]
  - Paul cubrió a Ricochet después de un «KO Punch» con un puño de acero.
  - Durante la lucha, un desconocido interfirió a favor de Paul, entregándole el puño de acero.
- Cody Rhodes derrotó a Brock Lesnar (17:35).[37]
  - Rhodes cubrió a Lesnar después de tres «Cross Rhodes» consecutivos.
  - Después de la lucha, Lesnar ofreció la mano y levantó el brazo de Rhodes en señal de respeto.
  - Esta fué la última aparición de Lesnar en WWE hasta el SummerSlam de 2 años después.
- LA Knight ganó la SummerSlam Battle Royal (13:00).[38]
  - Knight eliminó finalmente a Sheamus, ganando la lucha.
  - Los otros participantes fueron (en orden de eliminación): Apollo Crews (Omos), JD McDonagh (Omos), Rick Boogs (Omos), Otis (Kaiser y Vinci), Giovanni Vinci (Gable), Ivar (Ciampa), Erik (Ciampa), Shinsuke Nakamura (Ciampa), Tommaso Ciampa (Reed), Ridge Holland (Theory), Cameron Grimes (Theory), Austin Theory (Escobar), Santos Escobar (Kross), Ludwig Kaiser (Gable), Butch (Omos), Matt Riddle (Omos), Omos (todos), The Miz (Knight), Grayson Waller (Sheamus), Karrion Kross (Styles), Chad Gable (Reed), Bronson Reed (Knight) y AJ Styles (Sheamus).
- Shayna Baszler derrotó a Ronda Rousey en un MMA Rules Match (7:30).[39]
  - Baszler ganó la lucha tras dejar inconsciente a Rousey con un «Kirifuda Lock».
  - Esta fue la última lucha de Ronda Rousey en WWE.
- Gunther derrotó a Drew McIntyre y retuvo el Campeonato Intercontinental (13:40).[40]
  - Gunther cubrió a McIntyre después de un «Last Symphony».
- Seth «Freakin» Rollins derrotó a Finn Bálor y retuvo el Campeonato Mundial de Peso Pesado (18:30).[41]
  - Rollins cubrió a Bálor después de un «Curb Stomp» sobre el maletín de Money in the Bank.
  - Durante la lucha, The Judgment Day (Damian Priest, Dominik Mysterio & Rhea Ripley) interfirió a favor de Bálor.
- Bianca Belair derrotó a Asuka y Charlotte Flair y ganó el Campeonato Femenino de WWE (20:45).[42]
  - Belair cubrió a Asuka con un «Roll-Up» al revertir un  «Figure Eight Leg-Lock» de Flair con un «Green Mist».
  - Después de la lucha, Damage CTRL (Bayley & Iyo Sky) atacó a Flair, Asuka y Belair con el maletín de Women's Money in the Bank.
  - Este combate marca la primera derrota de Flair en el evento Summerslam.
- Iyo Sky (con Bayley) derrotó a Bianca Belair y ganó el Campeonato Femenino de WWE (0:08).
  - Sky cubrió a Belair después de un «Asai Moonsault».
  - Después de la lucha, Damage CTRL (Bayley & Dakota Kai) celebró junto a Sky.
  - Sky canjeó su contrato de Women's Money in the Bank.
- Roman Reigns (con Paul Heyman) derrotó a Jey Uso en un Tribal Combat y retuvo el Campeonato Universal Indiscutible de WWE (36:05).[43]
  - Reigns cubrió a Jey después de un «Spear» sobre una mesa.
  - Durante la lucha, Jimmy Uso hizo su regreso y atacó a Jey, cambiando a heel.
  - Durante la lucha, Solo Sikoa interfirió a favor de Reigns.